# Underworld: Rise of the Lycans
Underworld: Rise of the Lycans (no Brasil, Anjos da Noite - A Rebelião; em Portugal, Underworld: A Revolta) é um filme de neozelando-estadunidense de 2009, dos gêneros ação, terror e fantasia, dirigido por Patrick Tatopoulos, com roteiro baseado nos personagens criados por Len Wiseman, Danny McBride e Kevin Grevioux.
É o terceiro filme da série Underworld.

## Sinopse
Neste filme, a trama retrocede no tempo para mostrar as origens do conflito entre os bárbaros Lycans e a linhagem vampiresca dos Mercadores da Morte.

## Elenco
- Michael Sheen — Lucian
- Rhona Mitra — Sonia
- Bill Nighy — Viktor
- Steven Mackintosh — Tannis
- Kevin Grevioux — Raze
- Craig Parker — Sabas
- David Ashton — Coloman
- Elizabeth Hawthorne — Orsova
- Kate Beckinsale — Selene

## Crítica
Underworld: Rise of the Lycans tem recepção mista por parte da crítica profissional. Com a pontuação de 29% em base de 76 críticas, o Rotten Tomatoes chegou ao consenso: "Apesar dos melhores esforços de seu elenco competente, Underworld: Rise of the Lycans é uma prequela indistinguível e desnecessária". A pontuação da audiência do site alcança 64%.